# Lleonci Lasciu
Lleonci Lasciu (en llatí Leontius, en grec antic Λεόντιος) fou un mestre de gramàtica de Bordeus. El seu malnom, segons diu Ausoni que havia estat amic i company seu de jove, era contrari a la puresa de la seva vida. Fabricius pensa que és el mateix personatge que Lleonci Mitògraf o "scriptor fabularum" (escriptor de faules), un autor de cert mèrit.
Un Ponci Lleonci de Bordeus, que menciona Sidoni Apol·linar, en un dels seus poemes descriu el seu castell a la confluència entre la Garona i el riu Dordonya, però sembla que era d'una generació posterior. Altres personatges de l'època designats amb el nom de Lleonci podrien ser aquest autor.